# 因他暖山
因他暖山（泰語： 發音：[dɔ̄ːj ʔīn.tʰā.nōn]），或译茵他侬，位于泰国北部地区，海拔2,565公尺，为泰国第一高峰，位于著名旅游城市清迈附近，属于清迈府管辖。其得名于兰纳君主因他威差亚暖。